# Henriette Bruusgaard
Henriette Cecilie Bruusgaard (ur. 10 stycznia 1982 w Oslo) – norweska aktorka, prezenterka telewizyjna i dziennikarka.
Współpracowała z norweskimi stacjami telewizyjnymi ZTV Norge (2002) i TV 2 (2004–2006). Od roku 2006 pracuje dla TVNorge.
W 2008 roku wystąpiła w głównej roli w horrorze Manhunt − Polowanie (Rovdyr).